# Aubépine de Bouquetot
L’épine de Bouquetot est une aubépine blanche âgée d’environ six siècles. Elle est située à Bouquetot, commune de l’Eure en Normandie. Cet arbre labellisé « remarquable » depuis janvier 2001 ne fait l’objet d’aucune croyance populaire ou religieuse, il a seulement un rôle majeur dans la vie de la commune, notamment par son lien avec la grande partie des festivités de la commune. 
Pour cela, l’aubépine de Bouquetot est inscrite à l’Inventaire du patrimoine culturel immatériel en France.

## Historique
Seule la plantation de l’aubépine, aussi appelée la Belle Épine fait appel à la légende. Elle aurait été plantée vers 1360, à l’occasion d’une célébration du rattachement de la Normandie à la France au début du règne de Charles V. Il se trouve que la date coïncide avec l’estimation il y a 120 ans du naturaliste Henri Gadeau de Kerville, qui lui donna alors l’âge de 500 ans. 
L’aubépine aurait donc pour symbole la commémoration d'un acte historique important pour la commune, la Normandie et même la France. Elle est un symbole de territorialité. 
Une deuxième hypothèse peut expliquer la présence de cette aubépine. Comme le rappelle Henri Gadeau de Kerville, les aubépines servaient autrefois à délimiter les parcelles de Normandie . L’aubépine étant un arbre à longue longévité, l’appartenance des parcelles pouvait être marquée de façon durable. L’aubépine de Bouquetot pourrait dans ce cas être l’une des dernières marques d’appartenance à un territoire. Cela explique également le symbole de virginité affublé à l’aubépine, signification de l’inviolabilité du territoire.

## Dimensions
La circonférence actuelle (mesures de 2013) de l’aubépine est de 2,75 mètres. La hauteur n’a pas été remesurée. Les dernières mesures effectuées étaient celles d’Henri Gadeau de Kerville en mai 1891. L’aubépine mesurait alors 2,21 mètres de circonférence et 3,78 mètres de hauteur.

## Place de l’Épine de Bouquetot dans la vie du village
C’est ce symbole de territorialité que l’on retrouve aujourd’hui dans l’aubépine. En dehors de cela, il n’y a pas de pratiques populaires ou religieuses qui lui sont directement liées. En revanche, des évènements festifs comme la Fête du printemps, la Fête des métiers d’autrefois ou le Téléthon lui laissent une place symbolique de marqueur de territoire. Lors de ces rendez-vous, l’aubépine sert de point de repère, de borne. D’autres lieux de la commune se lient aussi avec l’aubépine pour renforcer l’identité de Bouquetot, comme l’église Saint-Philibert, le cimetière et les ifs du cimetière, qui se situent juste à côte de la Belle Épine. Cette valeur identitaire est aujourd’hui portée par la municipalité qui, depuis le milieu du XIXe siècle, se charge de l’entretien de l’aubépine. Elle l’a par exemple sauvée en renforçant son tronc qui menaçait de s’effondrer sous le poids des branches. 